# Koen Bosma

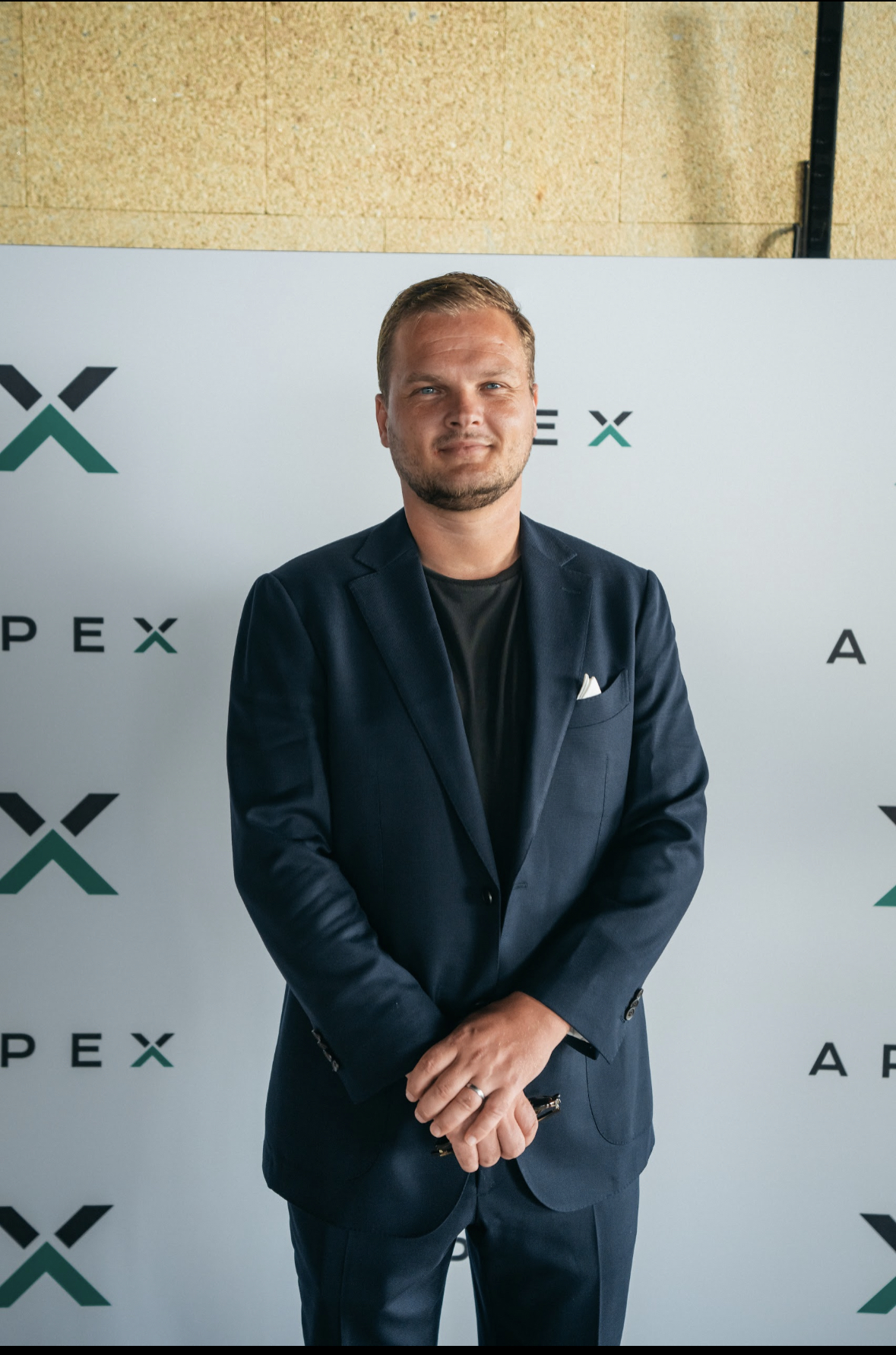
Koen Bosma at APEX Capital

Koen Bosma (Amstelveen, 11 september 1990) is een Nederlands voetballer die als aanvallende middenvelder speelt.
Bosma begon zijn loopbaan als verdediger bij HFC Haarlem waar hij op 13 maart 2009 debuteerde in de uitwedstrijd tegen MVV. Tot aan het faillissement van Haarlem in januari 2010 speelde hij zes keer voor de club. Na een niet succesvolle stage bij Sparta Rotterdam werd hij door AZ op 10 maart op amateurbasis gecontracteerd. Hij krijgt tot het einde van het seizoen 2009/10 om een profcontract af te dwingen. Hij kwam bij Jong AZ. Bosma slaagde er niet in om een contract af te dwingen. Op 20 augustus 2014 werd bekendgemaakt dat Bosma een eenjarig contract bij Phnom Penh Crown uit Cambodja had getekend. Vanaf januari 2015 speelt hij in Vietnam voor Sông Lam Nghệ An. Van mei tot augustus 2015 speelde Bosma in de Australische New South Wales Premier League voor Sydney United 58 FC. Met de club won hij de NSW Waratah Cup. Hierna ging hij voor AFC spelen. In 2018 ging hij voor z'n werk in Qatar wonen.